# 안녕, 절망선생의 단행본 목록

## 단행본 구성
- 지난 줄거리

지금까지의 이야기의 진행을 설명해주는 공간. 그러나 실제로 본편의 내용과는 전혀 관계없으며, 작가가 스스로 만들어낸 짧은 단편이야기이다.
- 표지 안쪽

1권부터 17권까지는 작품내의 등장인물 코모리 키리가 "열지마세요"라는 문구와 함께 그려져있다. 그 이후는 아래 문서를 참고.

- 단행본 보너스 페이지

단행본 내에서, 추가로 지급받은 페이지. 출석부, 이토시키家 가계도, 학생증을 그리거나 짤막한 이야기를 그려놓는다.
- 이번 회의 고소

작품내의 등장인물 키무라 카에레의 설정에서 따온 코너이다. 본편내의 내용을 고소한다.
- 절망회화관

팬이 보내준 엽서나 스티커사진등을 게재한 공간이다. 작가의 코멘트가 달려있다.
- 종이 블로그
  - 1권~8권 : 전작인 제멋대로 카이조에 실린 "이번회의 반성문"같은 코너. 그리면서 후회됐던 점, 혹은 그 회의 주제와 관련된 작가의 에피소드를 적어놓았다.
  - 9권~현재 : 작가의 근황이나 에피소드등을 블로그의 쓰듯이 적어놓은 코너이다.
- 보너스 부록 페이지

단행본 맨 뒤 페이지에 있는 부록들. 본편과 상관없는 이야기, 사족을 수록해놓았다.
- 절망 문학관

동서고금의 문학작품의 일부분을 작가가 패러디해서 싣는다.
- 절망 명화좌

동서고금의 명화작품을 작가가 패러디해서 짤막한 글과 함께 싣는다.
- 종이공작

절망선생 캐릭터를 본뜬 종이공작 장례식 세트를 매권마다 싣는다. 현재 후우라 카후카. 키츠 치리, 코부시 아비루, 오토나시 메루가 나왔다(한국 정식발매 단행본 기준).

## 방영 목록

### 제 1집
- 앞표지:이토시키 노조무
- 뒷표지:후우라 카후카

| 화 | 제목                                                       |
| -- | ---------------------------------------------------------- |
| 1  | 안녕, 절망선생                                             |
| 2  | 돌아온 절망선생                                            |
| 3  | 터널을 빠져나오니 새하얬다                                 |
| 4  | 내 앞에 사람은 없다, 내 뒤에 그대는 있다                   |
| 5  | 팔꿈치에도 지지 않고 무릎에도 지지 않고                    |
| 6  | 그 나라를 뛰어넘고 오라                                    |
| 7  | 안테나가 선다, 살아봐야 겠다                               |
| 8  | 책을 깔끔하게 책장에 끼우고 거리로 나가자                  |
| 9  | 우리는 어떠한 일이 있어도 함께 뭉쳐 있어야 한다            |
| 10 | 당반은 문제가 많은 교실이므로 부디 그 점은 양해해 주십시오 |

### 제 2집
- 앞표지:이토시키 노조무
- 뒷표지:코모리 키리

| 화 | 제목                                                |
| -- | --------------------------------------------------- |
| 11 | 이 달 이 밤의 이 달이 나의 눈물로 흐려지게 해주세요 |
| 12 | 이제 막 열어젖힌 앞머리가                           |
| 13 | 그대여 알지 마오                                    |
| 14 | 나는 숙명적으로 음지인간이다                        |
| 15 | 가명의 고백                                         |
| 16 | 타미 씨는 터질 것만 같은 사람이                     |
| 17 | 누님 나는 귀족입니다                                |
| 18 | 마주보기 전에 뛰어라                                |
| 19 | 그러니까 도망치는거다. 따라와! 필로스트라토스!      |
| 20 | 너무 불안정해서 난 하늘을 찾으러 갔다왔어요         |

### 제 3집
- 앞표지:이토시키 노조무
- 뒷표지:츠네츠키 마토이

| 화 | 제목                                                         |
| -- | ------------------------------------------------------------ |
| 21 | 너무 끔찍해서 슬픈마을                                       |
| 22 | 부끄러운 책만 읽었습니다                                     |
| 23 | 문화인 한 사람이 라쇼몬 아래에서 비가 그치기를 기다리고 있다 |
| 24 | 나마야츠하시를 태워야 한다                                   |
| 25 | 나는 낙하산 인사다. 일은 아직 없다                           |
| 26 | 어느날 아침 눈을뜨자 그레고리 잠자가 가마를 메고있었다       |
| 27 | 후지산에 달맞이꽃은 어울리지 않아                            |
| 28 | 증명하려 했던 올해의 정월                                    |
| 29 | 천성적으로 무기력해서 어렸을때부터 겨울잠만 자고 있다        |
| 30 | 지금의 무사시노는 암흑이다                                   |

### 제 4집
- 앞표지:이토시키 노조무
- 뒷표지:코부시 아비루

| 화 | 제목                                     |
| -- | ---------------------------------------- |
| 31 | 청동의 잘라버리기                        |
| 32 | 11월 4일에 태어나 죄송합니다             |
| 33 | 이 일주일간 어떻게 치워야 좋을지         |
| 34 | 싱글보다 더블인 게 좋지요                |
| 35 | 나는 그 사람을 항상 남았다고 불렀다      |
| 36 | 츠가루 통신교육                          |
| 37 | 아~ 무언..                               |
| 38 | 아쉬움 없이 초콜릿은 돌려준다.           |
| 39 | 지로 이야기                              |
| 40 | 인생은 한 단의 인형 장식단보다도 못하다. |

### 제 5집
- 앞표지:이토시키 노조무
- 뒷표지:키무라 카에레

| 화 | 제목                          |
| -- | ----------------------------- |
| 41 | 하얀 허구                     |
| 42 | 얼룩과 독빼기                 |
| 43 | 눈이여 잘있거라               |
| 44 | 주문은 받지 않는 음식점       |
| 45 | 주제 길이 재기                |
| 46 | 베터 섹슈얼리스               |
| 47 | 꿈 없는 호이치 이야기         |
| 48 | 예방 가의 사람들              |
| 49 | 암야호로                      |
| 50 | 새롭지 않은 사람이여 깨어나라 |

### 제 6집
- 앞표지:이토시키 노조무
- 뒷표지:오토나시 메루

| 화 | 제목                          |
| -- | ----------------------------- |
| 51 | 파도를 타고오는 포로로카      |
| 52 | 남매라는 전제로               |
| 53 | 저런, 안돼겠네. 원작이 있잖아 |
| 54 | 백만번 들은 고양이            |
| 55 | 이 무슨 민폐란 말인가!        |
| 56 | 이제 말기를 고해야 한다       |
| 57 | 제로의 특전                   |
| 58 | 한없이 참패에 가까운 블루     |
| 59 | 세상의 중심에서 사랑을 피하다 |
| 60 | 은의 시차                     |

### 제 7집
- 앞표지:이토시키 노조무
- 뒷표지:키츠 치리

| 화 | 제목                        |
| -- | --------------------------- |
| 61 | 인연 있는 바보의 일생       |
| 62 | 불편 백경                   |
| 63 | 게우선                      |
| 64 | 어울림의 소심               |
| 65 | 반분 수사수첩               |
| 66 | 두 뭇 서 푼짜리 오페라      |
| 67 | 누군가를 위하여 돈은 있는가 |
| 68 | 문화계도                    |
| 69 | 산산히 흩어진 이름          |
| 70 | 원형의 방패                 |

### 제 8집
- 앞표지:이토시키 노조무
- 뒷표지:세키우츠 마리아 타로

| 화 | 제목                                            |
| -- | ----------------------------------------------- |
| 71 | 의무와 병정                                     |
| 72 | 숫자와 함께 사라지다                            |
| 73 | 시치고산시로                                    |
| 74 | 열일곱이구나, 자신의 주름을 잡아보고 싶지 않아? |
| 75 | 감기의 마타사부로                               |
| 76 | 텐표 필요없어                                   |
| 77 | 거북의 사기로                                   |
| 78 | 어떤 여자 역할                                  |
| 79 | 바둑돌을 삼킨 아기                              |
| 80 | 좁지 않은 문                                    |

### 제 9집
- 앞표지:이토시키 노조무
- 뒷표지:히토 나미

| 화 | 제목                                                  |
| -- | ----------------------------------------------------- |
| 81 | 카마쿠라 묘혼지 해고                                  |
| 82 | 초콜릿이 수북                                         |
| 83 | 장군 실격                                             |
| 84 | 갖다 붙이기                                           |
| 85 | 티파니에서 장식을                                     |
| 86 | 안경쟁이의 집                                         |
| 87 | 사랑 전승 파시즘                                      |
| 88 | 산 사나이의 4월 바보                                  |
| 89 | 「충전이에요」라고 야다가 조그맣게 말했다             |
| 90 | 「쉽게 말하지 마!」라고 메로스는 갑자기 서서 반박했다 |

### 제 10집
- 앞표지:이토시키 노조무
- 뒷표지:후지요시 하루미

| 화  | 제목 |
| --- | --- |
| 91  | 이지에 치우치면 모가 난다. 감정에 말려들면 낙오하게 된다. 고집을 부리면 외로워진다. 아무튼 인간 세상은 물고 물리는 관계 |
| 92  | 경사롭지 않은 세상을 경사롭게                                                                                           |
| 93  | 그래서 나는 요즘 매일 부자연스럽다. 몹시 성을 잘 낸다                                                                   |
| 94  | 폭로의 열매가 익을 때                                                                                                   |
| 95  | 금각에서 전화위복해야 한다                                                                                              |
| 96  | 나는 일본에 돌아가지 않을 것입니다. 그렇게 결심하지 못했습니다                                                          |
| 97  | 은폐졸 |
| 98  | 생색의 저편에 |
| 99  | 착륙의 번영 |
| 100 | 길가의 화가 |

### 제 11집
- 앞표지:이토시키 노조무
- 뒷표지:이토시키 린

| 화  | 제목                  |
| --- | --------------------- |
| 101 | 승부 전선 이상없음    |
| 102 | 지킬 박사와 시드 씨   |
| 103 | 드러냄의 언덕         |
| 104 | 닥터 과보호           |
| 105 | 호밀 밭에서 눈 감아줘 |
| 106 | 열화유수              |
| 107 | 스파이너츠 푸딩       |
| 108 | 안쪽의 빠져나가는 길  |
| 109 | 발금초                |
| 110 | 바람의 속에서 들어라  |

### 제 12집
- 앞표지:이토시키 노조무
- 뒷표지:오쿠사 마나미

| 화  | 제목                   |
| --- | ---------------------- |
| 111 | 처음의 조건            |
| 112 | 다이도지 신스케의 음성 |
| 113 | 치인의 괜찮아          |
| 114 | 어른의 결행            |
| 115 | 이중 시민              |
| 116 | 마지막 낙엽            |
| 117 | 실망의 포도            |
| 118 | 되살아나는 근로        |
| 119 | 갖가지 일주            |
| 120 | 성탄 야화              |

### 제 13집
- 앞표지:이토시키 노조무
- 뒷표지:카가 아이

| 화  | 제목                    |
| --- | ----------------------- |
| 121 | 넘기는 개인주의         |
| 122 | 단애의 비교             |
| 123 | 참아네스크              |
| 124 | 비구니가 된 급박한 위기 |
| 125 | 동방절분록              |
| 126 | 달콤한 공주             |
| 127 | 낙(落)원으로 가는 길    |
| 128 | 메디슨 카운티의 홍역    |
| 129 | 러시아국 타임담         |
| 130 | 패배 수첩               |

### 제 14집
- 앞표지:이토시키 노조무
- 뒷표지:미타마 마요

| 화  | 제목                                 |
| --- | ------------------------------------ |
| -   | 첫 페이지와 목차페이지가 컬러페이지. |
| 131 | 꽃의 숲                              |
| 132 | 황사의 여자                          |
| 133 | 대상가의 상인                        |
| 134 | 봄에 우편배달부는 벨을 두 번 울린다  |
| 135 | 차파에프와 소거                      |
| 136 | 데모의 의도                          |
| 137 | 맹신으로 너덜너덜                    |
| 138 | 즉, 과정의 행복은 모든 악의 근원     |
| 139 | 결정 무죄                            |
| 140 | 언어가 있는 세계                     |

### 제 15집
- 앞표지:이토시키 노조무
- 뒷표지:아라이 치에

| 화  | 제목                            |
| --- | ------------------------------- |
| 141 | 나는 어떻게해서 참인간이 되었나 |
| 142 | 수치와 달걀                     |
| 143 | 6월의 붕괴 굳히기               |
| 144 | 뭉뚱그림없이 생명을             |
| 145 | 축계도                          |
| 146 | 무당과 토끼                     |
| 147 | 테리야키 쿄켄                   |
| 148 | 잃어버린 결말을 찾아서          |
| 149 | 암중문답                        |
| 150 | 예언성고시                      |

### 제 16집
- 앞표지:이토시키 노조무
- 뒷표지:오오라 카나코

| 화  | 제목                                                       |
| --- | ---------------------------------------------------------- |
| 151 | 오슈 진무대                                                |
| 152 | 묵인의 행방은 아무도 모른다                                |
| 153 | 아아, 서프라이즈다, 라고 나는 공허하게 중얼거리는 것이였다 |
| 154 | 가진 여자                                                  |
| 155 | 우모레스크                                                 |
| 156 | 그대여, 아는가 이웃 나라                                   |
| 157 | 밤의 다각형                                                |
| 158 | 안드로이드는 기계 신부의 꿈을 꾼다                         |
| 159 | 학자 말꼬리잡기가 본 기모노                                |
| 160 | 최후의, 그리고 시작의 에노덴                               |

### 제 17집
- 앞표지:후우라 카후카
- 뒷표지:네즈 미코, 마루우치 쇼코

| 화  | 제목                 |
| --- | -------------------- |
| 161 | 멋이 있기에          |
| 162 | 대일주               |
| 163 | X의 비극             |
| 164 | 왕복의 왕자          |
| 165 | 고백축면조           |
| 166 | 아와 윤과 비의 모험  |
| 167 | 하얼빈의 한 방       |
| 168 | 삭감된 사랑점        |
| 169 | 제레미와 드래곤의 알 |
| 170 | 3차의 뒤             |

### 제 18집
- 앞표지:코모리 키리
- 뒷표지:이토시키 노조무

| 화  | 제목                                                |
| --- | --------------------------------------------------- |
| 171 | 강인의 창                                           |
| 172 | 30년 뒤의 정답                                      |
| 173 | 안녕하세요? 기원은 어떤가요?                        |
| 174 | 과다 두드리기                                       |
| 175 | 끝나지 않는 사실                                    |
| 176 | 갈라진 달걀                                         |
| 177 | 남자가 쓰는 꿈일기라는 것을 여자도 써볼까 하여 쓴다 |
| 178 | 미처 묻어버리지 못한 비밀                           |
| 179 | 우리는 라이너스                                     |
| 180 | 암묵 동화                                           |

### 제 19집
- 앞표지:츠네츠키 마토이
- 뒷표지:이토시키 미코토

| 화  | 제목                         |
| --- | ---------------------------- |
| 181 | 바이러스 장군과 의사 삼형제  |
| 182 | 방관자들                     |
| 183 | 폐문의 전진                  |
| 184 | 유행은 짧아. 달려. 아가씨야. |
| 185 | 태엽 감는 새 연대기          |
| 186 | 가난한 사람들의 가슴         |
| 187 | 고지인가하라의 복수          |
| 188 | 겹침 씨의 카레라이스         |
| 189 | 여름이 그리운 사람들         |
| 190 | 틸틸*미틸                    |

### 제 20집
- 앞표지:코부시 아비루
- 뒷표지:이토시키 케이

| 화  | 제목                    |
| --- | ----------------------- |
| 191 | 관찰 시티               |
| 192 | 늑대와 한 마리 새끼 양  |
| 193 | 신이 휩쓸려왔다         |
| 194 | 끝나지 않는 여름을 안고 |
| 195 | 개성간요기              |
| 196 | 조합                    |
| 197 | 너무 빠른 my soul       |
| 198 | 분화와 수달의 모험      |
| 199 | 0.01초의 천국과 지옥    |
| 200 | 길고 긴 쇄신            |

### 제 21집
- 앞표지:키무라 카에레
- 뒷표지:이토시키 마지루

| 화  | 제목                     |
| --- | ------------------------ |
| -   | 첫 페이지가 컬러 페이지. |
| 201 | 틈새마의 공놀이 노래     |
| 202 | 대극의 고리 장식         |
| 203 | 뒤죽박죽인 시프트        |
| 204 | 네부미코조의 골짜기      |
| 205 | 그 선을 뛰어넘고 와!     |
| 206 | 풀 톱의 전설로부터       |
| 207 | 세트나이헤               |
| 208 | 내 안의 당신             |
| 209 | 위대한 징수              |
| 210 | 콩 뿌리는 공노신         |

### 제 22집
- 앞표지:오토나시 메루
- 뒷표지:쿠도 쥰

| 화  | 제목                        |
| --- | --------------------------- |
| 211 | 너무 잘 알아서 평범한 남자  |
| 212 | 에츠코 입장 역전            |
| 213 | 선반 깊숙한 곳의 소크라테스 |
| 214 | 미끄러져가는 신세계         |
| 215 | 희생양 히나 인형의 러브송   |
| 216 | 룰과 미미                   |
| 217 | 기승전결을 생각하면         |
| 218 | 온리 봄 킬러                |
| 219 | 장난삼아 리스크를 짊어지고  |
| 220 | 연결된 매일                 |

### 제 23집
- 앞표지:키츠 치리
- 뒷표지:키노 쿠니야

| 화  | 제목                                       |
| --- | ------------------------------------------ |
| 221 | 떠도는 미란다인                            |
| 222 | 마음이 가난한 자는 복이 있나니             |
| 223 | 딸 것인가 따지 않을 것인가                 |
| 224 | 그 신이 방금 태어났다는 것은 한눈에 알았다 |
| 225 | 세이베가 표주박이고 표주박이 세이베        |
| 226 | 새신랑 마을과 귀족들                       |
| 227 | 떨어저라 잘려라는 꼬리인 사람에게 하는 말  |
| 228 | 분모변                                     |
| 229 | 빛이 있으라 하니 미역이 생겼다             |
| 230 | 노인은 그물 따위 잃어버리고 말았다         |

### 제 24집
- 앞표지:세키우츠 마리아 타로
- 뒷표지:아오야마

| 화  | 제목                            |
| --- | ------------------------------- |
| 231 | 냥진의 그리스도                 |
| 232 | 한시치 구경거리록               |
| 233 | 40일과 40야의 알리바이          |
| 234 | 방사후의 로큰롤                 |
| 235 | 첫수가 모르게 하라              |
| 236 | 때늦음. 거문고. 국화            |
| 237 | 보이든 말든 나는 간접           |
| 238 | 이 길은 언제나 지나가지 않는 길 |
| 239 | 단결은 태만이 되고              |
| 240 | 구리와 구다구다의 공정한 재판   |

### 제 25집
- 앞표지:히토 나미
- 뒷표지:하가

| 화  | 제목                                                 |
| --- | ---------------------------------------------------- |
| 241 | 만연 원년의 할로윈                                   |
| 242 | 안정기라기에는 너무 젋다                             |
| 243 | 여러 가지로 날아다니는 교실                          |
| 244 | 5품은 5,6년 전부터 군고구마에 이상하게 집착하고 있다 |
| 245 | 인간 불평등 기원론                                   |
| 246 | 사부(部)                                             |
| 247 | 장미는 피어나는 일 없이                              |
| 248 | 일곱 나물 이야기                                     |
| 249 | 한복판의 이반                                        |
| 250 | 한 잔의 에스프레소 만큼                              |

### 제 26집
- 앞표지:후지요시 하루미
- 뒷표지:잇큐

| 화  | 제목                                                    |
| --- | ------------------------------------------------------- |
| 251 | 태어나는 난민                                           |
| 252 | 이불에 들어가면 기분이 좋다                             |
| 253 | 과도한 미의식의 구조                                    |
| 254 | 벽목탄(壁木灘)                                          |
| 255 | 부모를 닮아 무모한 탓에, 어린 시절부터 같은 숫자만 본다 |
| 256 | 나와라, 오츠벨과 코끼리!                                |
| 257 | 쏙독새는 실로 주제넘은 소리를 했습니다.                 |
| 258 | 배포가 큰 거울                                          |
| 259 | 어웨이한 일족                                           |
| 260 | 각도하지 못할 것도 없다.                                |